# Zeche Shamrock

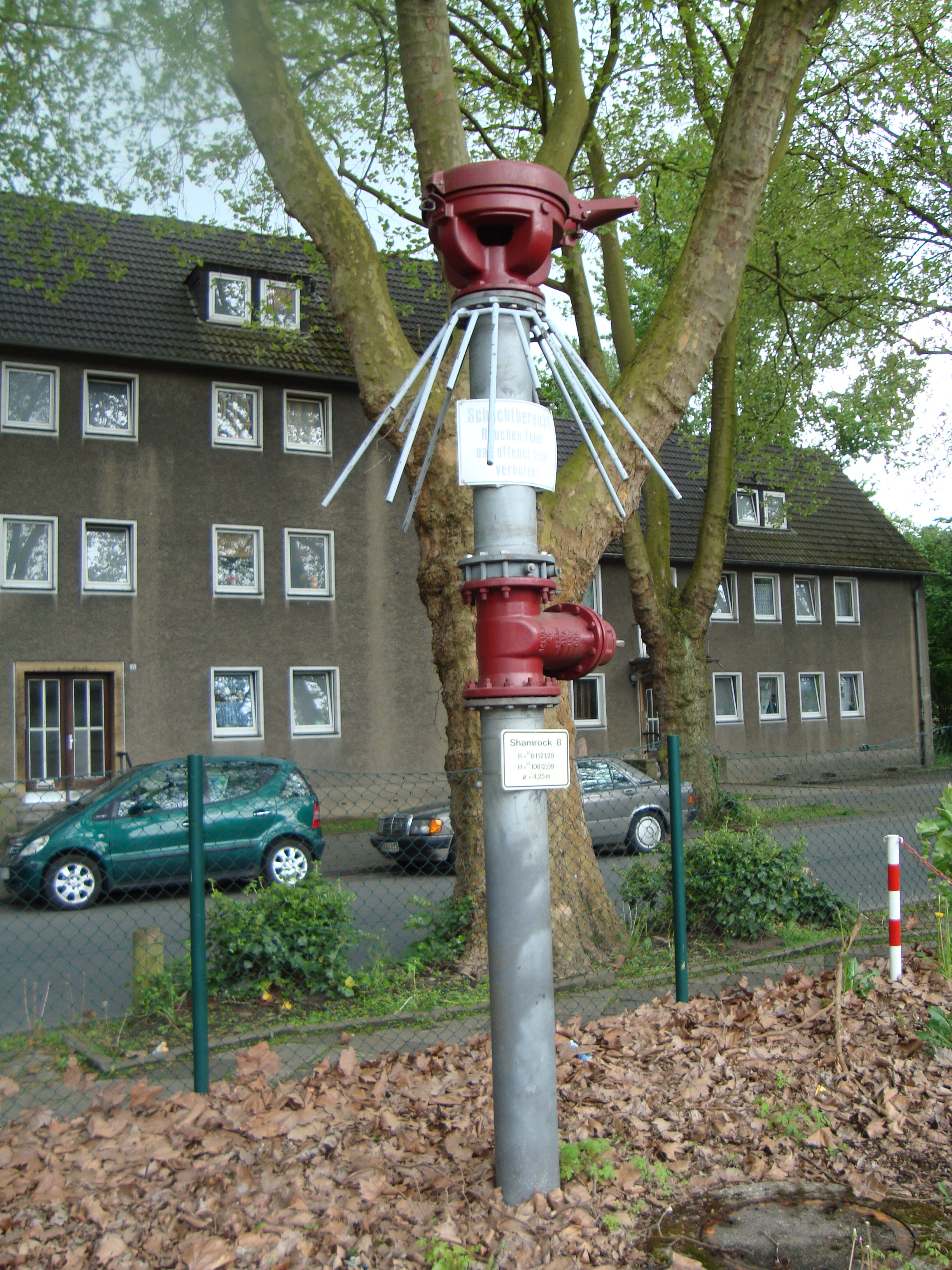
Protegohaube über Schacht 8

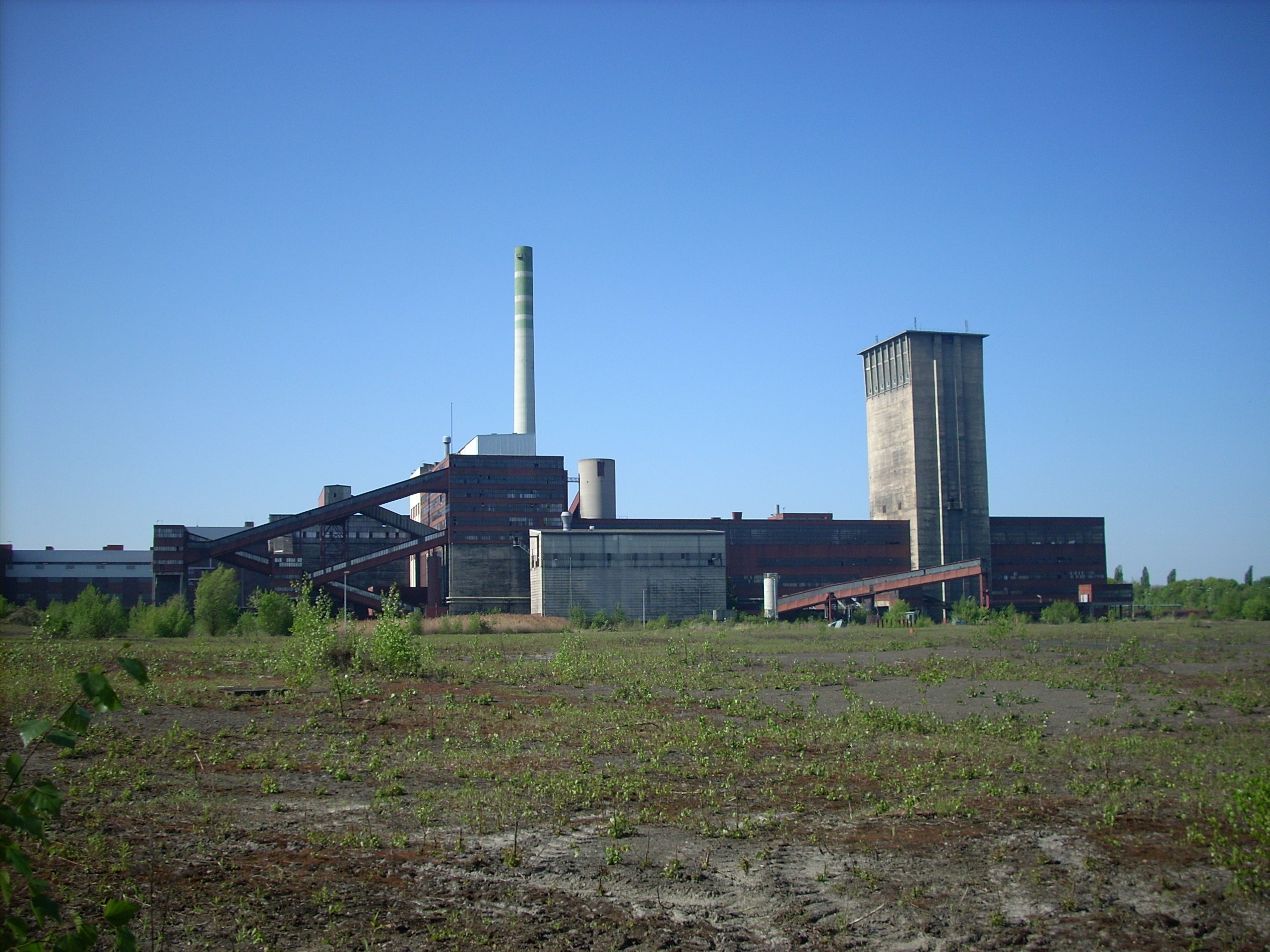
Bergwerk Blumenthal/Haard 11 in Wanne-Eickel (2009)

Die Zeche Shamrock war das erste Steinkohle-Bergwerk in Herne. Die gleichnamige Bergwerksgesellschaft wurde am 21. März 1856 gegründet. Ihr Name ist abgeleitet vom irischen Nationalsymbol des Kleeblatts, engl. shamrock, da das Bergwerk von irischen und belgischen Kapitalgebern finanziert wurde und die Gesellschaft von dem aus Irland stammenden William Thomas Mulvany geleitet wurde.

## Geschichte
Courrières am 10. März 1906 an der Suche nach Überlebenden und der Bergung der Toten.
Am 24. August 1967 erfolgte der Durchschlag am Schacht 11 auf der 7. Sohle zur Zeche General Blumenthal. Die Anlagen gehörten fortan zur Zeche General Blumenthal unter dem Namen Schacht 11. Am 31. Oktober 1967 wurde die Zeche Shamrock stillgelegt. Auf ihrem Gelände entstand damals ein Betrieb der Chemischen Werke Hüls, heute ein Produktionsstandort des Unternehmens INEOS Solvents. An der Toreinfahrt sind noch einige wenige Gebäude des ehemaligen Bergwerks erhalten. Auf dem Gelände der ehemaligen Schachtanlage 3/4/11 steht das Kraftwerk Shamrock.
Von 1900 bis 1975 führte die Stadt Herne zur Erinnerung an das erste Bergwerk in ihren Grenzen ein Kleeblatt  mit Schlägel und Eisen im Wappen.
Bis 2017 befand sich auf dem Gelände der Schachtanlage 1/2/6/11 der Sitz der RAG Aktiengesellschaft.

## Betriebshof
Seit 2019/2020 werden die Fahrzeuge des Wupper-Lippe-Expresses hier gewartet, damit hat der VRR den Hersteller Stadler beauftragt.

## Schachtstandorte

### Schachtanlage 1/2/6/9
Die Schachtanlage befand sich in Herne südlich des Bahnhofs.
- Schacht 1: 1857 Teufbeginn, 1967 stillgelegt: 51° 32′ 7″ N, 7° 12′ 45″ O
- Schacht 2: 1860 Teufbeginn, 1967 stillgelegt: 51° 32′ 5″ N, 7° 12′ 45″ O
- Schacht 6: 1897 Teufbeginn, 1967 stillgelegt: 51° 32′ 4″ N, 7° 12′ 44″ O
- Schacht 9: 1911 Teufbeginn, ab 1914 Hauptförderschacht der Schachtanlage 1/2/6, 1967 stillgelegt: 51° 32′ 1″ N, 7° 12′ 44″ O

### Schachtanlage 3/4/11
Die Schachtanlage befand sich in Eickel südöstlich des Bahnhofs Wanne-Eickel.
- Schacht 3: 1891 Teufbeginn, 1967 stillgelegt, ungefähre Lage: 51° 31′ 45″ N, 7° 10′ 39″ O
- Schacht 4: 1890 Teufbeginn, 1967 stillgelegt, ungefähre Lage: 51° 31′ 45″ N, 7° 10′ 37″ O
- Schacht 11: 1957 Teufbeginn, ab 1967 Hauptförderschacht der Zeche General Blumenthal (ab 1992 Bergwerk Blumenthal/Haard), 2001 stillgelegt: 51° 31′ 48″ N, 7° 10′ 42″ O

### Weitere Schächte
- Wetterschacht 5: 1897 Teufbeginn, 1964 stillgelegt, östlich von Schacht 1/2/6: 51° 32′ 7″ N, 7° 14′ 2″ O
- Schacht 7: 1899 Teufbeginn, 1967 stillgelegt, in Holsterhausen 51° 31′ 28″ N, 7° 12′ 0″ O
- Wetterschacht 8: 1908 Teufbeginn, 1964 stillgelegt, westlich von Schacht 3/4, 51° 31′ 33″ N, 7° 10′ 6″ O
- Schacht 10: 1925 Teufbeginn, 1967 stillgelegt, in der Cranger Heide: 51° 32′ 29″ N, 7° 10′ 11″ O